# ديف كنودسون
ديف كنودسون (بالإنجليزية: Dave Knudson)‏ هو موسيقي وعازف قيثارة أمريكي، ولد في 13 أكتوبر 1976.

## وصلات خارجية
- ديف كنودسون على موقع ميوزك برينز (الإنجليزية)
- ديف كنودسون على موقع ديسكوغز (الإنجليزية)